# Letizia De Torre
Maria Letizia De Torre detta Letizia (Cervignano del Friuli, 18 agosto 1954) è una politica italiana.

## Biografia
Laureata in matematica, ha insegnato tale materia e scienze in un liceo scientifico di Trento, città in cui ha iniziato la sua carriera politica. Nel 1993 venne eletta consigliere comunale tra le file della Democrazia Cristiana; l'anno successivo confluì nel Partito Popolare Italiano e dal 1999 al 2005 è stata assessore alle politiche sociali al comune di Trento.
Esponente della Margherita, al termine delle elezioni politiche del 2006 venne eletta deputato risultando vincitrice nella circoscrizione VI (Trentino-Alto Adige). Prima di dimettersi dall'incarico parlamentare il 6 giugno dello stesso anno ha fatto parte della commissione Difesa ed è stata membro del gruppo parlamentare dell'Ulivo fino al 19 maggio e di quello misto fino al 6 giugno.
Dal 18 maggio del 2006 fa parte del secondo governo Prodi in qualità di sottosegretario al Ministero della pubblica istruzione.
Dal 23 maggio 2007 è uno dei 45 membri del Comitato nazionale per il Partito Democratico che riunisce i leader delle componenti del nascente PD.
Alle elezioni politiche del 2008 viene eletta alla Camera dei deputati nella lista del Partito Democratico nella Circoscrizione Marche. Conclude il proprio mandato parlamentare nel 2013.